# 皮莱斯
皮莱斯，是西班牙巴伦西亚自治区巴伦西亚省的一个市镇。总面积3.9平方公里，总人口為3031人（2023年），人口密度777人/平方公里。